# Fundação Europeia para a Melhoria das Condições de Vida e de Trabalho
A Fundação Europeia para a Melhoria das Condições de Vida e de Trabalho (em inglês, European Foundation for the Improvement of Living and Working Conditions),  Eurofound, é um organismo da União Europeia que constitui um núcleo de informação sobre questões de política social, incluindo condições de emprego e de vida, relações laborais e parceria, e coesão social. A sua sede localiza-se em Dublin, na Irlanda.